# Drame passionnel
Drame passionnel je francouzský němý film z roku 1906. Režisérem je Albert Capellani (1874–1931). Film trvá zhruba 6 minut a premiéru měl 27. května 1906. V roce 1913 společnost Pathé produkovala krátký film s názvem Un drame passionnel v režii Romea Bosettiho (1879–1948).